# Берш, Пётр Петрович
Пётр Петрович Берш — советский и российский инженер-строитель, архитектор. Главный архитектор Ижевска (1968—1999), соавтор Генерального плана города (1987). Заслуженный архитектор Российской Федерации (1995). Член Союза архитекторов СССР и России (1980). Лауреат Государственной премии Удмуртской АССР (1985). Почётный гражданин Ижевска (2000). Депутат Ижевского городского Совета народных депутатов (1965—1979).

## Биография
Пётр Берш родился 16 декабря 1933 года в селе Богословском Иваньковского района (ныне — на территории Ясногорского района) Тульской области в семье зажиточных крестьян. В годы Великой Отечественной войны семья была репрессирована: двое старших братьев Петра были направлены на работы в шахты, отец — на постройку дороги Ижевск—Балезино, мать занималась сплавом леса в Сызрани.
В 1948 году Пётр Берш переехал в Ижевск. Здесь 17-летний парень начал свою трудовую деятельность шофёром мотовоза на Казанской железной дороге. По окончании Ижевского коммунально-строительного техникума работал мастером, прорабом, главным инженером в ряде строительных организаций «Удмуртстроя».
В 1964 году Пётр Петрович был назначен начальником Госархстройконтроля в Управлении главного архитектора города, а в 1968 году по окончании Казанского инженерно-строительного института стал главным архитектором Ижевска и в течение последующих 30 лет возглавлял градостроительный совет при исполкоме Ижевского горсовета.
Пётр Берш являлся одним из идейных вдохновителей и разработчиков Генерального плана Ижевска. При его непосредственном участии были спроектированы и построены почти все жилые районы города — Буммаш, Восточный, Аэропорт, Центр, Строитель, Северо-Западный, Южный. Под его руководством построено множество современных культурно-бытовых объектов: Дом бытовых услуг, Театр кукол, здание Администрации города, кинотеатры, школы, детские комбинаты и другие. Авторская группа во главе с Петром Петровичем Бершем, оформившая архитектурный ансамбль городской эспланады Ижевска, в 1985 году была удостоена Государственной премии Удмуртской АССР.

## Память
В Ижевске на фасаде дома № 212 по улице Коммунаров, в котором жил Пётр Петрович Берш, в 2005 году была установлена мемориальная доска.
Одна из улиц нового микрорайона в Устиновском районе Ижевска в 2009 году была названа в честь Петра Петровича — улица Архитектора Берша.